# Шира-л’Эглиз
Шира́-л’Эгли́з (фр. Chirat-l'Église) — коммуна во Франции, находится в регионе Овернь. Департамент коммуны — Алье. Входит в состав кантона Эбрёй. Округ коммуны — Монлюсон.
Код INSEE коммуны — 03077.

## Население
Население коммуны на 2008 год составляло 136 человек.
| 1962 | 1968 | 1975 | 1982 | 1990 | 1999 | 2008 |
| ---- | ---- | ---- | ---- | ---- | ---- | ---- |
| 175  | 221  | 162  | 166  | 129  | 119  | 136  |

## Экономика
В 2007 году среди 79 человек в трудоспособном возрасте (15—64 лет) 52 были экономически активными, 27 — неактивными (показатель активности — 65,8 %, в 1999 году было 62,7 %). Из 52 активных работали 50 человек (31 мужчина и 19 женщин), безработных было 2 (1 мужчина и 1 женщина). Среди 27 неактивных 5 человек были учениками или студентами, 15 — пенсионерами, 7 были неактивными по другим причинам.

## Достопримечательности
- Церковь (кон. XI века), сочетает в себе романский и готический стиль
- Замок Банасса, исторический памятник с 1980 года